# Schlakks
Schlakks (bürgerlich Frederik Schreiber) ist ein deutscher Rapper aus Dortmund.

## Karriere
Schlakks wuchs in Dorsten auf und studierte in Dortmund angewandte Literatur- und Kulturwissenschaften. 2011 erschien sein Debütalbum Menschlich. Er arbeitet regelmäßig mit den Musikern Opek und Razzmatazz zusammen. Seine Musik enthält Einflüsse aus Oldschool-Rap, Funk und Jazz. Inhaltlich befassen sich seine Texte häufig mit gesellschaftlichen und politischen Missständen, seiner Liebe zur Subkultur und persönlichen Reflexionen. Er trat auf mehreren Festivals auf, darunter das Juicy Beats in Dortmund und das Fusion Festival.

## Kollaborationen und Gastbeiträge
Auf dem 2014 erschienenen Album Tat und Drang veröffentlichte Schlakks den Song Dortmund Nordstadt gemeinsam mit dem Dortmunder Liedermacher Boris Gott. 2020 wurde der Song All Day mit Schlakks als Gastbeitrag auf dem Debütalbum Soweit so gut des Dortmunder Rappers Yuto veröffentlicht. 2024 war er zudem als Feature-Gast auf dem Song Gute Nacht, dein Videoverleih von Hans Blücher zu hören. Das Musikvideo wurde in einer ehemaligen Videothek in Bottrop gedreht.

## Diskografie

### Alben und Mixtapes
- 2011: Menschlich
- 2014: Tat und Drang
- 2021: Wir werden von euch erzählen (Rummelplatzmusik)

### Mixtapes
- 2017: Einfach mal wieder (Mixtape)

### EPs
- 2018: Indirekte Beleuchtung
- 2020: Marseille
- 2025: Zweiter Blick

### Singles
- 2017: Schmeiß die Farben an die Wand
- 2018: Worüber reden wir hier
- 2018: Fühlt sich warm an (mit Opek)
- 2018: Murakami (mit Opek)
- 2020: Nachtlicht (mit Lis Bad & Opek)
- 2020: Anreise
- 2020: Stadt (mit Stevo159)
- 2020: Tag Eins (mit Opek)
- 2021: Kein politisches Lied
- 2021: Pizza & Arte
- 2021: Liebe zeigen
- 2024: All in
- 2024: 10 Jahre